# サンデースペシャル
『サンデースペシャル』は、1975年4月13日から1976年7月11日までTBS系列局が編成していたTBS製作の単発特別番組枠である。その後も1976年7月18日から同年10月10日まで同じ時間帯に固有枠名無しの単発特別番組枠が編成されていた。通算79回（66回＋13回）。

## 概要
『日曜ワイドスペシャル』以来半年ぶりにこの時間帯に編成された単発特番枠。1975年3月末のいわゆる腸捻転の解消により、近畿広域圏のネットが朝日放送から毎日放送になって初めての単発枠となった。
基本的には毎週日曜 19:30 - 20:55 （日本標準時）に編成されていたが、19:00 - 20:55に拡大する回もあった。その際には、通常は19:00から放送の『アップダウンクイズ』（毎日放送製作）は休止になった。
放送番組は、プロ野球ナイター中継などのスポーツ中継、日本レコード大賞関連特番、東京音楽祭関連特番が多かった。このほか、『新・七人の刑事』などの単発ドラマを放送。1976年には、『セブンスターショー』や『決定版！尾行大作戦!!』などの複数回にわたる番組を放送した。

## 放送番組一覧

### 1975年
| 放送日   | サブタイトル                                                                      | 主な出演者                                                                             | 備考                                          |
| -------- | --------------------------------------------------------------------------------- | -------------------------------------------------------------------------------------- | --------------------------------------------- |
| 4月13日  | さようならピーナッツ                                                              | ザ・ピーナッツ、伊東ゆかり、中尾ミエ、尾崎紀世彦、宮川泰、ハナ肇                       | ザ・ピーナッツ引退特番                        |
| 4月20日  | 1975マスターズ・トーナメント                                                      | 尾崎将司、青木功                                                                       |                                               |
| 4月27日  | 25万ドルテニスマッチ ジミー・コナーズ×ジョン・ニューカム                          |                                                                                        |                                               |
| 5月4日   | 新・七人の刑事 永遠の少年                                                         | 芦田伸介、高松英郎、山﨑努、地井武男、伊藤辰夫（現：達広）、綿引洪（現：勝彦）、速水亮 |                                               |
| 5月11日  | 五木ひろし熱唱の90分・涙で綴る昭和歌謡史                                          | 五木ひろし、小林旭、ディック・ミネ                                                     |                                               |
| 5月18日  | 新・七人の刑事 月光仮面                                                           | 芦田伸介、高松英郎、山崎努、地井武男、伊藤辰夫、綿引洪、速水亮                         |                                               |
| 5月25日  | プロ野球中継「中日×巨人」                                                         |                                                                                        | 中部日本放送制作                              |
| 6月1日   | 新・七人の刑事 さらば友よ                                                         | 芦田伸介、高松英郎、山崎努、地井武男、伊藤辰夫、綿引洪、速水亮                         |                                               |
| 6月8日   | プロ野球中継「広島東洋×巨人」                                                     |                                                                                        | 中国放送制作                                  |
| 6月15日  | 発表！日本有線大賞                                                                | 五木ひろし、布施明、八代亜紀                                                           |                                               |
| 6月22日  | 荒野の復讐鬼                                                                      | ロバート・ハンダー、ウィル・リンダマー                                                 | プロ野球中継「中日×巨人」の雨天中止に伴い編成 |
| 6月29日  | 第4回東京音楽祭国内大会                                                           | 森進一、沢田研二                                                                       | 19:00から放送                                 |
| 7月6日   | プロ野球中継「広島東洋×巨人」                                                     |                                                                                        | 中国放送制作                                  |
| 7月13日  | 第4回東京音楽祭世界大会                                                           | 各国からの歌手                                                                         | 19:00から放送                                 |
| 7月20日  | オールスターゲーム・第2戦                                                         |                                                                                        | 中部日本放送制作。19:00から放送               |
| 7月27日  | 夏だ！海洋博だ！マチャアキだ！                                                    | 堺正章、石原慎太郎、加山雄三、由美かおる                                               | 琉球放送制作。沖縄国際海洋博覧会会場より      |
| 8月3日   | 夏休み大サーカス リングリング・ブラザーズ                                         | リングリング・ブラザーズ                                                               |                                               |
| 8月10日  | 夏の祭典！日本演歌大賞                                                            | 美空ひばり                                                                             |                                               |
| 8月17日  | ヤングスター真夏の祭典！水着で大集合 花火もあるよ！                               | 井上順、うつみ宮土理、横山やすし・西川きよし、レツゴー三匹、荒川務、浅野ゆう子         | 江ノ島海岸で収録                              |
| 8月24日  | もしもあの時に…                                                                   | 布施明、高沢順子、ホーン・ユキ、荒井注                                                 |                                               |
| 8月31日  | 追跡リポート・天ざる一家                                                          | 古谷綱正                                                                               |                                               |
| 9月7日   | 平家伝説                                                                          | 浅丘ルリ子、藤岡弘                                                                     |                                               |
| 9月14日  | プロ野球中継「広島東洋×巨人」                                                     |                                                                                        | 中国放送制作                                  |
| 9月21日  | なつかしき海の歌                                                                  | 香川京子、加山雄三                                                                     |                                               |
| 9月28日  | プロ野球中継「大洋×巨人」                                                         |                                                                                        |                                               |
| 10月5日  | プロ野球中継「広島東洋×巨人」                                                     |                                                                                        | 中国放送制作                                  |
| 10月12日 | プロボクシングWBA世界フェザー級タイトルマッチ アレクシス・アルゲリョ×ロイヤル小林 |                                                                                        |                                               |
| 10月19日 | 豪華劇場・日本の歌ベストテン                                                      | 菅原文太、五木ひろし                                                                   |                                               |
| 10月26日 | 演歌・秋の祭典・実力スター勢揃い！                                                | 五木ひろし、八代亜紀、森進一、小柳ルミ子                                               |                                               |
| 11月2日  | ああ懐かしのラジオ・テレビ主題歌大特集                                            |                                                                                        |                                               |
| 11月9日  | '75日本レコード大賞は誰に？第一次審査発表                                         |                                                                                        |                                               |
| 11月16日 | 特集！テレビ初公開 わたしのすべて 現在超人気5大スター初顔合わせ                   | 梓みちよ（司会）、桜田淳子、山口百恵、郷ひろみ、西城秀樹、野口五郎                     |                                               |
| 11月23日 | '75日ソ対抗体操競技会・女子                                                       |                                                                                        |                                               |
| 11月30日 | ポール・マッカートニーのすべて ビートルズからウイングスまで                       | ポール・マッカートニー、福田一郎                                                       |                                               |
| 12月7日  | 五木ひろしリサイタル・歌に生きる男！'75総決算                                     | 五木ひろし                                                                             |                                               |
| 12月14日 | 発表！日本有線大賞                                                                |                                                                                        |                                               |
| 12月21日 | 日本レコード大賞17年の泣き笑い・黒い花びらから襟裳岬まで                          |                                                                                        |                                               |
| 12月28日 | 輝く日本レコード大賞前夜祭                                                        | 「第17回日本レコード大賞」ノミネート歌手                                               |                                               |

### 1976年
| 放送日   | タイトル                                                                                | 主な出演者                                                           | 備考                                              |
| -------- | --------------------------------------------------------------------------------------- | -------------------------------------------------------------------- | ------------------------------------------------- |
| 1月4日   | セントラル・リーグ25周年記念・歌うペナントレース                                        | セ・リーグ所属球団のプロ野球選手                                     |                                                   |
| 1月11日  | 泣いてたまるか・男は心だよ                                                              | 渥美清、麻田ルミ                                                     |                                                   |
| 1月18日  | トップスターが踊って歌う思い出の歌心の歌                                                | 鶴田浩二、森光子、高峰三枝子、竹脇無我                               |                                                   |
| 1月25日  | プロボクシングWBC世界ジュニアウェルター級タイトルマッチ センサク・ムアンスリン×古山哲夫 |                                                                      |                                                   |
| 2月1日   | 演歌・冬の祭典 実力演歌スター勢揃い！                                                   | 三橋美智也、水前寺清子、北島三郎                                     | 北海道放送制作。さっぽろ雪まつり会場より          |
| 2月8日   | 芸能生活30周年記念 美空ひばり                                                           | 美空ひばり、二代目大川橋蔵、金田正一、王貞治                         |                                                   |
| 2月15日  | セブンスターショー                                                                      | 沢田研二                                                             | 7回連続企画                                       |
| 2月22日  | セブンスターショー                                                                      | 森進一                                                               | 7回連続企画                                       |
| 2月29日  | セブンスターショー                                                                      | 西城秀樹                                                             | 7回連続企画                                       |
| 3月7日   | セブンスターショー                                                                      | 布施明                                                               | 7回連続企画                                       |
| 3月14日  | セブンスターショー                                                                      | かまやつひろし・荒井由実                                             | 7回連続企画                                       |
| 3月21日  | セブンスターショー                                                                      | 五木ひろし                                                           | 7回連続企画                                       |
| 3月28日  | セブンスターショー                                                                      | 吉田拓郎                                                             | 7回連続企画                                       |
| 4月4日   | プロ野球大クイズトトカルチョ！世界一周ご招待                                            |                                                                      |                                                   |
| 4月11日  | 決定版！尾行大作戦!!                                                                    | 加山雄三、泉ピン子、キャンディーズ                                   | [ 注 3 ]                                          |
| 4月18日  | プロ野球中継「広島東洋×巨人」                                                           |                                                                      | 中国放送制作                                      |
| 4月25日  | プロ野球中継「中日×巨人」                                                               |                                                                      | 中部日本放送制作                                  |
| 5月2日   | モントリオールオリンピック最終選考 全日本都市対抗バレーボール男子決勝                   |                                                                      |                                                   |
| 5月9日   | 決定版！尾行大作戦!!                                                                    | 和田アキ子、岡田奈々                                                 |                                                   |
| 5月16日  | 演歌・春の祭典                                                                          | 高橋圭三、うつみ宮土理、吉田正、遠藤実                               |                                                   |
| 5月23日  | プロ野球中継「大洋×巨人」                                                               |                                                                      |                                                   |
| 5月30日  | 第5回東京音楽祭シルバーカナリー賞                                                       | せんだみつお（司会）                                                 | 19:00から放送                                     |
| 6月6日   | プロ野球中継「広島東洋×巨人」                                                           |                                                                      | 中国放送制作                                      |
| 6月13日  | 日本プロ野球史総決算                                                                    | 大橋巨泉、三原脩、水原茂、藤村富美男、杉下茂、大下弘、土井垣武       | プロ野球中継「大洋×巨人」の雨天中止に伴い編成     |
| 6月20日  | 第5回東京音楽祭国内大会                                                                 | 土居まさる（司会）                                                   | 19:00から放送                                     |
| 6月27日  | 第5回東京音楽祭世界大会                                                                 | 土居まさる（司会）                                                   | 19:00から放送                                     |
| 7月4日   | プロ野球中継「中日×巨人」                                                               |                                                                      | 中部日本放送制作                                  |
| 7月11日  | 栄光の日本有線大賞                                                                      |                                                                      | この回まで『サンデースペシャル』                  |
| 7月18日  | 決定版！尾行大作戦!!                                                                    | マッハ文朱、ずうとるび                                               | この回から固有枠名無し                            |
| 7月25日  | プロ野球中継「大洋×巨人」                                                               |                                                                      |                                                   |
| 8月1日   | 日本演歌大賞                                                                            |                                                                      |                                                   |
| 8月8日   | 戦慄！恐怖の生体実験                                                                    | 西川きよし、木之内みどり、風吹ジュン                                 |                                                   |
| 8月15日  | 戦慄！いま甦る恐怖                                                                      |                                                                      |                                                   |
| 8月22日  | オールスターびっくり初体験！                                                            |                                                                      |                                                   |
| 8月29日  | 決定版！尾行大作戦!!                                                                    | 堺正章、あいざき進也                                                 |                                                   |
| 9月5日   | オールスターびっくり初体験！                                                            | 桜田淳子、美空ひばり、初代林家木久蔵（現：木久扇）                   |                                                   |
| 9月12日  | 西部番外地                                                                              | デビッド・ジャンセン、ジーン・セバーグ                               | プロ野球中継「広島東洋×巨人」の雨天中止に伴い編成 |
| 9月19日  | 決定版！尾行大作戦!!                                                                    | せんだみつお、アン・ルイス                                           |                                                   |
| 9月26日  | プロ野球中継「中日×巨人」                                                               |                                                                      | 中部日本放送制作                                  |
| 10月3日  | 黄金狂時代                                                                              | チャールズ・チャップリン（主演）、愛川欽也（語り）、淀川長治（解説） |                                                   |
| 10月10日 | プロボクシングWBA世界ジュニアフライ級タイトルマッチ ファン・ホセ・グスマン×具志堅用高   |                                                                      |                                                   |

参考：『毎日新聞縮刷版』毎日新聞社、1975年4月13日 - 1976年10月10日付のラジオ・テレビ欄。